# Cromartie High School
Cromartie High School (яп. 魁!!クロマティ高校 Сакигакэ!! Куромати ко:ко:) — манга, удостоенная в 2002 году «премии Коданся» как лучшая в категории «сёнэн». На её основе был снят аниме-сериал об одной «не совсем обычной» школе. В 2004 году вскоре после выхода сериала был анонсирован игровой фильм по мотивам манги. Данный фильм вышел в 2005 году, его неофициальное название в России — «Кромешная путяга».
Спин-офф манги под названием «Cromartie High School: Staff Room» дебютировал 27 октября 2018 года в приложении Kodansha Magazine Pocket . Эйдзи Нонака снова выступил автором манги, а за иллюстрации ответил Ино Итибан. Kodansha выпустила два тома 15 марта и 17 октября 2019 года.

## Сюжет
Сюжет повествует о Такаси Камияме, который переводится в школу «Кромати», ученики которой всю свою жизнь строят «по понятиям». Единой истории нет, то есть события, происходящие в двух смежных сериях, не связаны общей сюжетной линией, а представляют собой набор коротких самостоятельных историй, объединённых общими персонажами и местом действия.

## Персонажи
Такаси Камияма (яп. 神山 高志 Камияма Такаси) — главный герой истории, нормальный подросток, который вскоре после перевода в Кромати осознал, что явно отличается от остальных учеников: он, похоже, единственный, кто способен хоть иногда рассуждать логически. Несмотря на это, довольно быстро стал среди них своим. Наравне со всеми участвует в сходках, когда намечается драка с какой-нибудь из соседних школ, хотя сам старается воздерживаться от насилия. Подписываясь псевдонимом «Сладкий заяц», отправляет на радио свои шутки, пользующиеся неизменным успехом. В более поздних эпизодах, после победы в национальном чемпионате по боссам, он становится боссом номер один в Японии, став единственным, кто правильно ответил на первый вопрос. Позже он побеждает легендарного байкера Садахару в гонке.
Сэйю: Такахиро Сакураи, актёр: Такамаса Суга
Синдзиро Хаясида (яп. 林田 慎二郎 Хаясида Синдзиро:) — первый друг Камиямы в Кромати, известный своим пурпурным ирокезом. Хаясида — единственный, кто помогает Камияме вжиться в новую среду, хотя он глупее гориллы и даже не понимает основную математику. В 17 серии раскрылось, что его пурпурный ирокез поддельный, в 8 серии можно увидеть, как Хаясида снял его на пару секунд.
Сэйю: Такума Судзуки, актёр: Мицуки Кога
Акира Маэда (яп. 前田 彰 Маэда Акира) — персонаж, который заявляет, что не проиграл ни одной драки (утверждает, что выиграл в одиночку против пятерых). Его игнорируют и не уважают, потому что у него нет прозвища (в манге с помощью лакея Хокуто он выбирает прозвище «Дракон бритв»). Самый консервативный из друзей Камиямы (и, возможно, единственный, кто обладает здравым смыслом), его часто похищают правонарушители из средней школы «Басса». Он очень похож на свою мать, внешность которой обычно пугает окружающих. Его имя — пародия на известного японского борца.
Сэйю: Тэцу Инада, актёр: Хироси Ямамото
Фредди (яп. フレディ Фурэди) — здоровенный усатый мужик с фигурой профессионального борца, похожий на Фредди Меркьюри. Ходит в школу и сидит за соседней партой с парнями, которые младше его по крайней мере лет на десять. Приезжает обычно на огромной лошади и иногда скачет на ней прямо по школьным коридорам. Всегда молчит, из-за чего некоторые одноклассники считают его иностранцем, но понимает всё, что ему говорят. Имя «Фредди» придумал ему Камияма, поскольку до того никто не мог решить, как его называть. Хотя он никогда не говорит, и люди полагают, что он немой, у Фредди хороший певческий голос. Нижняя часть подставки его микрофона сломана, как у Фредди Меркьюри.
Актёр: Хироюки Ватанабэ
Мехадзава. Хотя у зрителя после первого же взгляда на Синъити Мехадзаву (яп. メカ沢 新一 Мэкадзава Синъити) не остаётся никаких сомнений в том, что это робот, из всех персонажей сериала это замечают только двое, один из них — Камияма. Для всех же остальных, в том числе даже для самого Мехадзавы, он обычный старшеклассник, только иногда ковыряющий в собственной голове отвёрткой и смазывающий себя маслом. В своём классе известен тем, что на него всегда можно положиться, пользуется абсолютным авторитетом и является неофициальным главарём. На поступающие время от времени просьбы одноклассников что-нибудь починить отвечает, что совершенно не разбирается в технике. В 2004 году в гран-при журнала Animage занял 16 место среди мужских персонажей.
Сэйю: Норио Вакамото (аниме), Синдзи Такэда (фильм)
Мехадзава Бета (яп. メカ沢β Мэкадзава бэ:та) — старший брат Мехадзавы. Как и Мехадзаву, его принимают за что-то ещё, например, за банку чая, и на него часто наступают из-за его небольшого размера.
Сэйю: Мика Конай (только аниме)
Горилла (яп. ゴリラ / 豪ヒロミ Горира / Го: Хироми) — просто горилла. Вот только никто не знает, зачислен ли он в школу или же просто как-то сам прибился. Как бы там ни было, уроки он посещает исправно и какими-то особыми выходками не выделяется. Хаясида придумывает ему имя Хироми Го, но класс продолжает называет его просто Гориллой.
Ютака Такэноути (яп. 竹之内 豊 Такэноути Ютака) — лидер первокурсников, невероятный боец и надежный человек. Его слабость (неизвестная всем остальным) — укачивание. Хотя Ютака любит экскурсии, он ненавидит необходимость путешествовать, потому что его очень быстро укачивает в транспорте.
Сэйю: Рё Найто, актёр: Ёсихиро Такаяма
Такэси Хокуто (яп. 北斗 武士 Хокуто Такэси) — сын председателя совета директоров сразу нескольких старших школ по всей Японии. Имеет необычное хобби: часто переводится из одной школы в другую, чтобы, пользуясь авторитетом своего отца, навести на новом месте свои порядки. В случае с Кромати серьёзно просчитался: школа оказалась муниципальной, а следовательно, неподвластной никаким советам директоров. Зная, что в школе установлена чёрная форма, ходит во всём белом, демонстрируя этим своё презрение ко всяческим правилам. Несмотря на свои неудачи, он продолжает думать, как захватить власть над школой или даже миром. В результате своей роскошной жизни полагает, что все окружающие люди — свиньи.
Сэйю: Норихиса Мори, актёр: Нобору Канэко
Лакей Хокуто (яп. 北斗の子分 Хокуто но кобун) — хотя у него есть имя, его просто называют «ты» или «он». Каждый раз, когда он пытается произнести свое имя, случается что-то абсурдное, что обрывает событие. В манге он помогает Маэде придумать прозвище «Дракон бритв», а Маэда предлагает лакею Хокуто прозвище «Американская мечта». Они оба довольны своими новыми прозвищами, но никто больше их не признает.
Сэйю: Акио Суяма, актёр: Садаёси Суманэ
Такэноути в маске (яп. マスク ド 竹之内 Масуку До Такэноути) — до приезда в Кромати он был угонщиком, пытавшимся управлять самолётом, на котором ученики средней школы «Кромати» отправлялись на экскурсию в Кюсю. Будучи агорафобом, чувствует себя довольно неловко среди незнакомцев. Чтобы сохранить анонимность, он постоянно носит белую борцовскую маску с кандзи бамбук (яп. 竹) (первый символ в «Такэнути»), из-за чего вся школа уверена, что он — Такэнути. Часто передаёт взрослый опыт другим ученикам, когда они сталкиваются со спорными вопросами.
Сэйю: Такая Курода, актёр: Ицудзи Итао
Нобору Ямагути (яп. 山口ノボル Ямагути Нобору) — лидер старшеклассников путяги «Дэстрадо». Его приспешники считают, что он ненавидит шутки, потому что он всегда очень серьёзный. На самом деле он ценитель тонкого юмора, презирающий поверхностные шутки, которые предпочитают его друзья. Он отсылает свои шутки на ночное радиошоу и восхищается работами Сладкого зайца (Камиямы). Его легко узнать по большой афро-прическе и солнечным очкам.
Сэйю: Юто Кадзама, актёр: Сёитиро Масумото